# 久繁哲之介
久繁 哲之介（ひさしげ てつのすけ、1962年〈昭和37年〉 - ）は、日本の地域再生プランナー。日本におけるスローシティの提唱者。

## 経歴
実家は広島駅前で飲食店経営。広島市立基町高等学校を経て1983年早稲田大学教育学部を卒業、日本IBMでマーケティングを担当後、1994年より民間都市開発推進機構に勤務。商工会議所や商店街が主催する商業系の講演を行う。

## エピソード
久繁の妻の実家は広島駅前にあった「甘党たむら」（1948年開業、再開発のため2008年12月31日閉店）。売れ筋は一つ70円の二重焼きで、これを2つ注文すれば店内で日本茶付きで店内で飲食できるシステムであった。久繁は駅前の一等地なのだから、安定的に商売を続けるなら価格は3倍にすべきと義母に提案したが、140円セットのもてなしに感激した客は、知人を連れて来店し別な商品を飲食し長期的な顧客になってくれるのとそれが口コミになって新規顧客につながっているからと、義母は提案は拒否した。

## 著作
- 『日本版スローシティ』 学陽書房、2008年4月[1]
- 『地域再生の罠』 ちくま新書、2010年7月[1]
- 『コミュニティが顧客を連れてくる』 商業界、2012年[1]
- 『商店街再生の罠』 ちくま新書、2013年[1]
- 『競わない地方創生 人口急減の真実』2016年3月、時事通信出版局[1]